# Vaðalda
Vaðalda är ett berg i republiken Island. Det ligger i regionen Norðurland eystra, 270 km öster om huvudstaden Reykjavík. Toppen på Vaðalda är 910 meter över havet, eller 280 meter över den omgivande terrängen. Bredden vid basen är 5,0 km.
Trakten runt Vaðalda är nära nog obefolkad, med mindre än två invånare per kvadratkilometer. Det finns inga samhällen i närheten. Trakten runt Vaðalda består i huvudsak av gräsmarker.